# Piel de manzana
"Piel de manzana" é uma canção da boy band porto-riquenha Menudo, lançada em 1983 no álbum de estúdio A todo rock, sob o selo da RCA Records. Faziam parte da formação dessa época os integrantes Ricky Meléndez, Johnny Lozada, Charlie Massó, Ray Reyes e Roy Rosselló. Composta por Alejandro Monroy e Carlos Villa, a faixa destaca a harmonia vocal do quinteto, enquanto Charlie contribui com pequenas inserções solo.
O grupo incluiu uma adaptação em inglês da canção em seu primeiro álbum no idioma, o bem-sucedido Reaching Out, de 1984. Essa versão foi intitulada "Heavenly Angel" e foi lançada como um dos singles para promover o disco. Uma versão em italiano intitulada "La Più Carina" foi incluída no álbum Viva! Bravo!, de 1986.

## Divulgação
Como forma de divulgação, foi feito um videoclipe para "Piel de manzana" no qual os integrantes aparecem vestidos de palhaço. O videoclipe foi incluído no álbum de vídeo da compilação do Menudo de 2007, La Historia. Em 4 de março de 1984, o grupo se apresentou cantando a faixa numa apresentação em Los Angeles, nos Estados Unidos, na qual celebraram a decisão do prefeito da cidade, Tom Bradley, de proclamar o dia "4 de março" como o Dia do Menudo na cidade. No Brasil, o grupo cantou "Heavenly Angel" no programa Balão Mágico, da TV Globo.

## Desempenho comercial
Comercialmente, a canção se tornou um dos sucessos do grupo. No Brasil, a versão em inglês foi bastante executada nas rádios AM do país. Em 27 de novembro de 2020, a versão digital e remasterizada de "Heavenly Angel" atingiu a posição de número 44 na parada iTunes Top 100 Latin Songs das Filipinas.

## Lista de faixas
- Créditos adaptados dos compactos simples de "Piel de manzana" e "Heavenly Angel", de 1983 e 1984, respectivamente.[12].[4]

### Piel de manzana
Lado A
| N.º | Título            | Compositor(es)     | Duração |  |
| 1.  | "Piel de manzana" | A. Monroy C. Villa | 3:34    |  |

Lado B
| N.º | Título     | Compositor(es)     | Duração |  |
| 1.  | "Zumbador" | C. Villa A. Monroy | 3:14    |  |

### Heavenly Angel
Lado A
| N.º | Título           | Compositor(es)              | Duração |  |
| 1.  | "Heavenly Angel" | A. Monroy C. Villa M. Pagan | 3:34    |  |

Lado B
| N.º | Título       | Compositor(es)                        | Duração |  |
| 1.  | "Gimme Rock" | C. Villa A. Monroy M. Pagan J. Seijas | 2:30    |  |

## Tabelas

### Tabelas semanais
| Tabela musical (2020)                  | Melhor posição |
| -------------------------------------- | -------------- |
| Filipinas (iTunes Top 100 Latin Songs) | 44             |